# ロスマンフォールド
ロスマンフォールド （英: Rossmann Fold）は、典型的なヌクレオチド結合ドメイン構造。 aaRSはその構造上の特徴によって、２つのグループに分類されている。このうち、グループⅠの構造モチーフには、２個の相同ポリペプチド、HIGH配列とKMSKS配列が含まれている。これらの配列を含む部分は典型的なヌクレオチド結合ドメイン構造を有している。 
1970年に乳酸デヒドロゲナーゼの構造モチーフに最初に気づき、これがヌクレオチド結合タンパク質で頻繁に発生するモチーフであることを後で観察したマイケル・ロスマンにちなんで名付けられた。  

## 構造

6本のロスマンフォールドの模式図